# Чебаненко Іван Ілліч
Іва́н Іллі́ч Чебаненко (30 березня 1925, с. Матвіївка — 27 червня 2012, м. Київ) — український геолог-тектоніст, академік НАН України, заслужений діяч науки і техніки, завідувач відділу геотектоніки — від 1978, лауреат Державної премії України в галузі науки і техніки — 1992 (за участь у відкритті — на основі неорганічної гіпотези — принципового нового об'єкту пошуків родовищ нафти й газу, як джерела розширення паливно-енергетичної бази України, із співавторами). Першим у світі розробив карти розломів континентів і океанів, які відображали існування мережі розломів літосфери, згодом підтверджених супутниковими фотознімками. Учасник відкриття нового об'єкта пошуків родовищ нафти і газу.

## Життєпис
1940 року помирає батько, допомагав матері в домашньому господарстві, працював на полях у колгоспі. В приміському селі Матвіївка закінчив десятирічну школу в 1941 році.
З 26 березня 1944, зразу після звільнення Миколаєва, в лавах радянських військ. В складі Запорізької червонопрапорної ордена Суворова стрілецької дивізії брав участь у форсуванні річки Дністер, в Яссько-Кишинівській операції, боях в Румунії і Болгарії.
В 1948—1953 — студент геологічного факультету Одеського державного університету ім. Мечникова. Працює у Ворошиловградському гірничому окрузі інженером-геологом. В 1955—1957 — аспірантура при Інституті геологічних наук, під керівництвом В. Г. Бондарчука захистив у 1958 році кандидатську дисертацію «Тектоніка Лисичанського підняття північнозахідної окраїни Донецького кряжа».
У 1958 на запрошення Міністерства середнього машинобудування СРСР відряджений до Чехословаччини — працював інженером, пізніше — головним інженером експедиції, яка проводила пошуки уранових руд на Чеському рудоносному масиві.
3 жовтня 1960 — співробітник Інституту геологічних наук НАН, пройшов шлях від молодшого наукового співробітника до першого заступника директора Інституту, та радника при дирекції Інституту з наукових питань.
У червні 1974 — докторська дисертація на тему «Регіональні розломи України, закономірності їх розміщення та значення для пошуків родовищ корисних копалин».
1979 — член-кореспондент НАНУ за спеціальністю «Геологія та геофізика». У 1982 — академік НАНУ за спеціальністю «Геологія».
Його перу належить понад 200 наукових публікацій, з них 16 монографій. Більшість присвячена теоретичним проблемам будови літосфери та її розвитку в геоісторичному аспекті.
Був членом міжреспубліканської наукової ради, науково-методичної ради при товаристві «Знання»; член багатьох фахових рад, керував при Інституті геологічних наук Спеціалізованою радою з захисту кандидатських та докторських дисертацій.
В наукових роботах по пошуках нафти неорганічного походження та створення на її основі принципово нової методики пошуків нафтових родовищ його постійно підтримував Борис Євгенович Патон.
Як педагог підготував 10 кандидатів і 4 докторів наук.
Серед його робіт:
- «Головні закономірності розломної тектоніки земної кори» — 1963,
- «Проблеми складчатих поясів земної кори (в світлі блокової тектоніки)» — 1964,
- «Розломна тектоніка України» — 1966, (після цієї роботи на основі його рекомендацій, Владилена Краюшкіна та В. П. Клочка в зоні північного борту Дніпровсько-Донецької западини було відкрито промислові скупчення нафти й газу),
- «Розломи Землі» — 1969,
- «Теоретичні аспекти тектонічної ділимості земної кори», 1977,
- «Будова та етапи розвитку Дніпровсько-Донбаського ровоподібного прогину», 1979,
- «Пошуки вуглеводнів в кристалічних породах фундаменту», 1980
- «Тектоніка Північного Причорномор'я», 1988,
- «Блокова тектоніка кристалічного фундаменту Дніпровсько-Донецького авлакогену», 1991,
- «Проблеми нафтогазоносності кристалічних пород фундаменту Дніпровсько-Донецької западини», 1991,
- «Нафтогазовий потенціал північно-західного шельфу Чорного моря», 1995,
- «Нафтогазовий потенціал Керченсько-Таманського шельфу Чорного моря, континентального схилу і глибоководної западини Чорного моря», 1996,
- «Нафтогазовий потенціал Північного борту Дніпровсько-Донецької западини», 1996, з співавторами — Бялюк Богдан Онуфрійович; Довжок Євген Михайлович; Клочко Віктор Петрович; Шпак Петро Федорович,
- «Нафтогоазоперспетивні об'єкти України: нафтогазоносність фундаменту осадових басейнів», 2002,
- "Нафтогазоперспективні об'єкти України. Перспективи нафтогазоносності бортових зон западин України ", 2006 — із співавторами — Багрій Ігор Дмитрович; Гладун Василь Васильович; Гожик Петро Федосійович; Євдощук Микола Іванович; Клочко Віктор Петрович; Краюшкін Владилен Олексійович; Максимчук Петро Ярославович; Павлюк Мирослав Іванович; Чепіль Петро Михайлович,
- «Нафтогазоперспективні об'єкти України. Теоретичне і практичне обґрунтування пошуків нафти і газу в акваторіях України», 2010, в колективі авторів — Галко Тетяна Миколаївна; Гладун Василь Васильович; Гожик Петро Федосійович; Євдощук Микола Іванович; Клочко Віктор Петрович; Краюшкін Владилен Олексійович; Крупський Богдан Любомирович; Максимчук Петро Ярославович; Франчук Владилен Олексійович.

## Родина
Батько — Ілля Іванович Чебаненкою. Мати — Матрьона Афанасіївна Чебаненко (до шлюбу Письменна). Дружина — Жанна Сергіївна Чехоніна. Діти — Сергій Іванович Чебаненко, Ілля Іванович Чебаненко.

## Витоки
- Чебаненко Іван Ілліч[недоступне посилання з травня 2019]
- Ювілеї
- Чебаненко
- Івану Іллічу Чебаненку — 85! [Архівовано 4 березня 2016 у Wayback Machine.], академік НАН України П. Ф. Гожик
- Шаталов Н. Н.  Памяти выдающегося тектониста академика Ивана Ильича Чебаненко (К  90-летию со дня рождения) // Геологічний журнал. 2015. № 2. С. 133—137 (рос.)
- Шаталов М. М.  Творці тектоорогенії. До 110-річчя академіка В. Г. Бондарчука і  90-річчя академіка І. І. Чебаненка // Вісник НАН України. 2015. № 6. С. 89- 95. Каталоги